# Wiatr pozorny

1 – prędkość jachtu (linia przerywana)
2 – wiatr własny (czerwona strzałka)
3 – wiatr rzeczywisty (niebieska strzałka)
4 – wiatr pozorny

Wiatr pozorny – pojęcie stosowane w żeglarstwie oznaczające wiatr obserwowany względem poruszającej się jednostki.
Wiatr pozorny, jest sumą wektorową wiatru względem powierzchni terenu lub akwenu (rzeczywistego), oraz wiatru własnego, czyli umownego wiatru, jaki odczuwałby obserwator na poruszającej się jednostce gdyby wiatr rzeczywisty miał prędkość zero. 
Przy stałym wietrze rzeczywistym i stałym kursie jednostki podczas jej rozpędzania się, kierunek wiatru pozornego przesuwa się do tyłu. Gdy wiatr wieje wzdłuż jednostki, zmiana prędkości jednostki nie zmienia kierunku wiatru, a zmienia jej wartość i ewentualnie zwrot.